# Daytona Beach
Daytona Beach az Amerikai Egyesült Államok Florida államában Volusia megye városa. A 2006-os népszámlálás adatai szerint a város lakossága 64 421. Daytona Beach a Deltona-Daytona Beach-Ormond Beach statisztikai terület fontos városa, a teljes terület lakossága 496 575. A város Florida úgynevezett „Fun Coast” körzetében fekszik.
A város hagyományosan tengerpartjáról ismert, amelyen a tömött, sűrű homok egyes helyeken lehetővé teszi a gépjárművel történő ráhajtást. Ez a tömött homokkal borított tengerpart Daytona Beachet a motorsportok mekkájává tette, a régi Daytona Beach versenypálya (Daytona Beach Road Course) 50 éven át adott helyszínt a versenyeknek. A versenyeket 1959-ben áthelyezték a Daytona nemzetközi versenypályára (Daytona International Speedway). A városban található a NASCAR és az Amerikai Motorsport-szövetség székhelye.
Daytona Beach egész évben várja a pihenni vágyó családokat, de ugyanakkor az időszaki események városának is nevezhető. Különböző események alkalmából időről időre látogatók serege lepi el a várost, ezek közül e legismertebb a február elején megrendezett Daytona 500, erre a szezonnyitó eseményre több mint 200 000 NASCAR rajongó érkezik ide. További fontos esemény a júliusban megrendezendő NASCAR Coke Zero 400 verseny, a Bike Week (motorkerékpárosok hete) március elején, a Biketoberfest október közepén és a Rolex 24 Hours of Daytona januárban.

## Történelme
A területet a timucuan indiánok lakták, de a háborúk és a betegségek pusztulásra ítélték a törzset. A várost 1870-ben alapították, s 1876-ban a környező kisebb településekkel egyesítették. A város alapítója Matthias D. Day volt. 1886-ban a vasút (St. Johns & Halifax River Railway) elérte a várost, a vonalat 1889-ben Henry Flagler felvásárolta, s egyesítette azt saját cége vonalával (Florida East Coast Railway). A különálló városok Daytona, Daytona Beach és Seabreeze Daytona Beach név alatt egyesültek. 1920-as években már úgy emlegették, mint a világ leghíresebb tengerpartja. Daytona széles partjának homokja sima és kemény, ahol 1902 óta autó és motorversenyeket tartanak. 1936. március 8-án teherszállító kocsik versenyét rendezték meg a Daytona Beach Road Course-on. 1959-ben William France megépíttette a Daytona International Speedway-t.
Az autókat még most is beengedik a partra sétakocsikázásra.

## A világ leghíresebb tengerpartja
A város főútjain és a parton szállodák sorakoznak, amelyek minden évben több mint 8 millió turistát vonzanak. A szállodák árai különbözőek, éppúgy helyet kínálnak a kispénzű turistáknak, mint a luxusigényű látogatóknak. Mindig lehet szobát kapni, kivéve a nagy nemzetközi rendezvények idején. Ilyenkor előre kell szobát foglalni. A partokon és a szállodák körül nagy beruházásokkal növelték a biztonságot. A partokat és a szállodák környékét kamerák figyelik. A motorkerékpárosok találkozója idején (Bike Week and Biketoberfest) több százezer motoros érkezik a világ minden pontjáról. A város a „tavaszi szünet” (Spring Break) eseményeiről, a parti koncertekről, a bikini szépségversenyekről, a szabadtéri színház műsorairól ismert. A helyi vezetőség éberen őrködik a város rendje felett, s megakadályozzák a rendbontásokat, hangoskodásokat, amely korábban majdnem véget vetett a partisorozatoknak.
Daytona Beach rendezvényei:

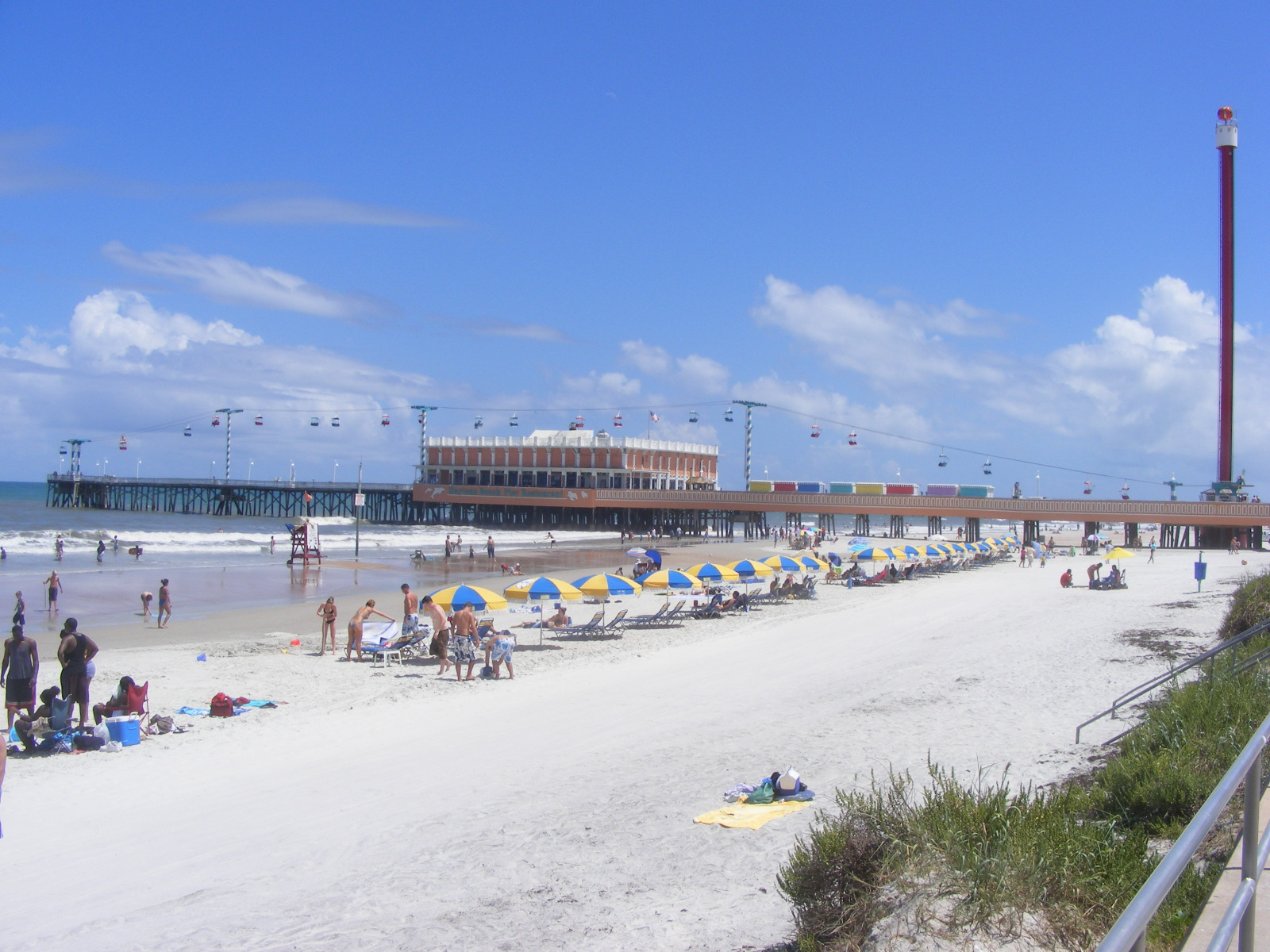
Part

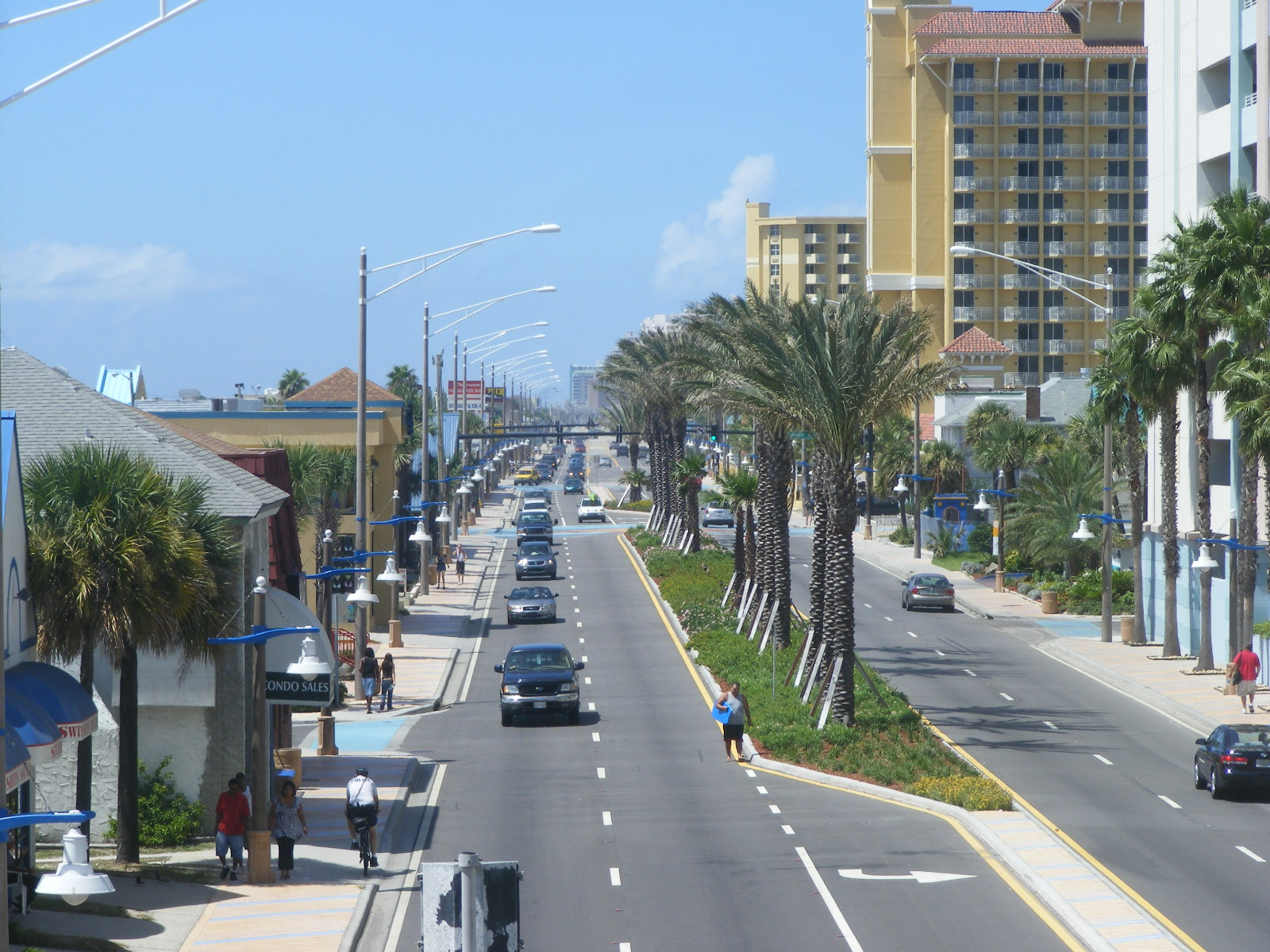

- Sebességi hetek (Speedweeks – Daytona 500 NASCAR verseny, Rolex 24 sport autóverseny és mások.)
- Coke 400, – korábban Pepsi 400 volt – NASCAR verseny július 4-e körül (hagyományosan Firecracker 400-nak hívták.)
- Daytona Beach motorkerékpárosok hete (Bike Week) 200 motorkerékpáros verseny márciusban
- Biketoberfest októberben,
- Pulyka roham autó show (Turkey Run car show) és a hálaadás napja (csütörtök) (Thanksginving) utáni hétvége
- Tavaszi szünet (Spring Break) többnyire március első vagy második hete
- Daytona Daytonának ünnepségek – többnyire május második hete.

Daytona Beach a főhadiszállása NASCAR–nak (Grand-AM, International Speedway Corporation és az LPGA.)

## Földrajz és klíma
Daytona Beach a 29. szélességi körön és 81. hosszúsági körön helyezkedik el. A város kiterjedése 168,17 négyzetkilométer, ebből 152 négyzetkilométer szárazföld és 16 négyzetkilométer víz.
A part mentén haladó Intracoastal Waterway (csatorna) választja ketté a várost. Északon Holly Hill és Ormond Beach délről pedig Daytona Beach Shore, South Daytona és Port Orange határolja, amelyekkel a parton egy majdnem teljesen összefüggő kiépített övezetet alkot. A fő útvonalak kelet-nyugat irányában az I-4 (Interstate 4), észak-déli irányában pedig az I-95 (Interstate 95). Éghajlata párás szubtrópusi klíma, mely a délkeleti Egyesült Államokra jellemző. A nyár forró és párás, a hőmérséklet többnyire 30-35 °C, s a nyári délutáni szubtrópusi heves esők gyakoriak. A tél száraz és enyhe, folytonos hideg és melegfront váltakozással. Az átlaghőmérséklet 15 °C körül van, ha ritkán is de fagy is előfordulhat.
A hurrikánok sem kerülik el Daytona Beach-et. A tornádótevékenység magasabb a nemzeti átlagnál, 33%-os. 1998. október 22-én a tornádó 13 embert ölt meg, és 36-an megsebesültek. A károkat 31 millió dollárra becsülték. 2006 karácsonyán a tornádó komoly károkat okozott, az Embry-Riddle Aeronautical University 75 repülőgépéből 50-et tönkretett.

## Törvényhozás és helyi hatóságok
A szavazó polgárok 7 commissioner-t választottak, akik 4 évig töltik be a hivatalukat az újraválasztásig. A város 6 kerületre oszlik. A 6 commissioner-t a kerületek, a polgármester a város lakói választják. A commissioner-ek által hozott intézkedéseket a gyakorlatban város manager hajtja végre. Választott tisztviselők:
Polgármester: Glenn Ritchey,
Körzeti tisztviselők (commissioners: 1. körzet: Rick Shiver, 2. körzet: Yvonne Newcomb-Doty, 3. körzet: Shiela K. McKay-Vaughan, 4. körzet: Robert A. Gilliland, 5. körzet: Dwayne L. Taylor, 6. körzet: Cassandra G. Reynolds, Város manager: James Chisholm.

## Népesség
A US Census legutolsó felmérése szerint (2006) a lakosság száma 64 421, 13 844 család. Ebből 62,33% fehér, 32,75% afro-amerikai, 1,73%-a ázsiai, 0,32%-a indián, 0,06%-a csendes-óceáni szigetlakó.
Az egy családra jutó átlagos kereset 33 514 dollár.

## Kultúra

### Oktatás
A városnak két középiskolája van, a gyerekek és felnőttek oktatására, öt egyetem, illetve felsőfokú oktatási intézmény és öt szakiskola (pilóta, ápolónő, asszisztensek stb. képzésére).

### Múzeumok
Daytona Beach nagyjából a déli kultúra világ határán van, így befolyással volt annak alakulására.
A Museum of Arts Sciences az egyik legfontosabb kulturális intézmény, amely széles körű anyagot tár a látogatók elé. Állandó és időleges képkiállításai, kubai múzeumi kiállítások, családi múzeumok, afrikai és ázsiai gyűjteményes kiállításai vannak. Megtalálhatjuk itt a világ legnagyobb Coca-Cola gyűjteményét, és az iparművészet képviselőit, a csodálatos bútor és díszítőművészeti kollekciói a maguk nemében páratlanok. További múzeumok a Souther Museum of Photography és a Halifax Historical Museum.

### Média
- Az itt megjelenő újságok a Daytona Beach News-Journal – olvasható az interneten
- Orlando Sentinel – Orlandoi központtal, Volusia megye és Daytona Beach eseményeivel foglalkozik.

## Sport
A város otthon ad a Daytona Cubs baseball- és a Daytona Beach ThunderBirds futballcsapatnak.
Itt rendezik továbbá a Daytona 500, valamint a Daytonai 24 órás autóversenyt is.

## Gazdaság
A város fő bevételi forrása a turizmus. Évente több mint 8 millió látogató keresi fel a várost. A turizmus mellett még a feldolgozó ipar fejlődik dinamikusan, a kicsi magánvállalatoktól kezdve a nagy cégekig. Bankok, biztosító társaságok, ingatlan közvetítő hivatalok, építő vállalatok, nyomdaipar, kerttervezés, belsőépítészet, műanyagipar, autójavító műhelyek, légkondicionáló gyártó és javító cégek és még sok más kis vállalat működik benne.

## Közlekedés
A városban nemzetközi repülőtér található, melyről a Delta Air Lines, az AirTran Airways, a Continental Airlines, a Vintage Props repülőgépei szállnak fel és érkeznek.
A Greyhund Bus Lines (távolsági buszok) központja 138 South Ridgewood Avenue, jacksonville-i és orlandói csatlakozással. A helyi buszok (VoTran) viteldíja, a város fontosabb központjaiig egy irányban 3 dollár. A városnéző buszok, például a A1A Beachside Trolley januártól szeptemberig viszi a látogatókat végig a partvonalon. Az összes busz rendelkezik légkondicionálással. A városközpontból könnyen elérhetők a gyorsforgalmi utak (I-95 és I-4). Volusia megye parkológarázs háza a 701 Earl Street címen (a North Atlantic Avenue-ról nyílik) található.

## Testvérvárosok
- Bayonne, Franciaország

## Lásd még
- Daytona Beach travel guide
- City of Daytona Beach
- Daytona Beach Chamber of Commerce
- Daytona Beach Convention & Visitors Bureau
- Daytona Beach Portal